# 東京都港湾局
東京都港湾局（とうきょうとこうわんきょく、英称：Tokyo Metropolitan Government Bureau of Port and Harbor）は、東京都組織条例に基づいて東京都に置かれる局の一つで、知事部局である。東京港のみではなく、離島の港湾施設・空港および調布飛行場も所掌する。

## 主な分掌事務
1. 港湾に関する事務（東京港の振興および管理運営）
2. 臨海地域開発と東京都立海上公園の整備運営（臨海副都心、お台場海浜公園・葛西海浜公園など）
3. 離島地域の港湾設備および都営空港の管理運営

## 組織
- 局長
- 技監
  - 総務部 - 総務課、企画計理課、財務課
  - 港湾経営部 - 経営課、振興課
    - 東京港管理事務所

  - 臨海開発部 - 開発企画課、誘致促進課、開発整備課、海上公園課
  - 港湾整備部 - 建設調整課、計画課、技術管理課、施設建設課
    - 東京港建設事務所

  - 離島港湾部 - 管理課、計画課、建設課、調布飛行場管理事務所

## 関連団体

### 政策連携団体
- 株式会社東京臨海ホールディングス

### 事業協力団体
- 八丈島空港ターミナルビル株式会社
- 東京臨海熱供給株式会社
- 株式会社ゆりかもめ
- 株式会社東京テレポートセンター
- 東京港埠頭株式会社

## 管理対象施設
- 東京港
- 東京都立海上公園（海浜公園・ふ頭公園・緑道公園）
- 島しょ（伊豆諸島・小笠原諸島）港湾
- 東京都営空港
  - 離島部（八丈島空港・大島空港・神津島空港・新島空港・三宅島空港）
  - 調布飛行場
  - 東京ヘリポート